# Elk Park (Caroline du Nord)
Elk Park est une ville des États-Unis située dans le comté d'Avery en Caroline du Nord. Au recensement de 2010, sa population était de 452 habitants.

## Source de la traduction
- (en) Cet article est partiellement ou en totalité issu de l’article de Wikipédia en anglais intitulé « Elk Park, North Carolina » (voir la liste des auteurs).